# 718
سنة 718 م كانت سنة بسيطة تبدأ يوم السبت (الرابط يظهر نموذج التقويم الكامل للسنة) من التقويم اليولياني. بدأت تسمية السنة ب718 منذ العصور الوسطى المبكرة، عندما أصبح تقويم أنو دوميني هو الأسلوب السائد في أوروبا لتسمية السنوات.

## أحداث
- نهاية حصار القسطنطينية الثاني بقيادة مسلمة بن عبد الملك وعودة الجيش بأمر من الخليفة عمر بن عبد العزيز.

## مواليد
- المسيب بن زهير
- الخليل بن أحمد الفراهيدي

## وفيات
- أم حكيم بنت عبد الرحمن
- حدير بن كريب الحمصي تابعي وراوي حديث